# メテオロ級哨戒艦
メテオロ級哨戒艦（スペイン語: Patrulleros clase Meteoro ）は、スペイン海軍が運用している哨戒艦の艦級。計画名はBAM（Buques de acción marítima、海洋行動艦）。第1バッチ4隻の建造費は4億8840万ユーロであった。

## 概要
船型としては長船首楼型を採用した。船楼甲板の後半分はヘリコプター甲板とされ、24.7m×13.5mの広さを確保した。その前方、上部構造物後部のハンガーにはNH90ヘリコプター1機を収容できる。また上部構造物中部両舷には複合艇が1隻ずつ収容されている。モジュール設計が導入されており、漁業監視や海上治安活動、捜索救難、人道援助、海洋観測、情報収集、潜水作業支援、海洋サルベージなど多様な活動に対応できる。
本級はアナーガ級（350トン）やバルセロ級（134トン）など哨戒艇の更新を目的として、まず2006年7月16日、最初の4隻が発注された。これらはラス・パルマス・デ・グラン・カナリアに配備される計画とされている。続いて2011年に、更に5隻が発注された。この第2バッチのうち1隻は対潜戦、また1隻は海洋観測任務に充当される予定である。

## 同型艦
| 艦番号 | 艦名                 | 起工           | 進水           | 就役           |
| ------ | -------------------- | -------------- | -------------- | -------------- |
| P 41   | メテオロ Meteoro     | 2007年10月4日  | 2009年10月16日 | 2012年7月28日  |
| P 42   | ラーヨ Rayo          | 2009年9月3日   | 2010年5月18日  | 2011年11月26日 |
| P 43   | レランパゴ Relámpago | 2009年12月17日 | 2010年10月6日  | 2012年2月6日   |
| P 44   | トルナード Tornado   | 2010年5月5日   | 2011年3月21日  | 2012年7月19日  |
| P 45   | アウダス Audaz       | 2016年4月29日  | 2017年3月30日  | 2018年7月27日  |
| P 46   | フロール Furor       | 2016年4月29日  | 2017年9月8日   | 2019年1月21日  |